# Cluster of Excellence “Asia and Europe in a Global Context”
Cluster of Excellence Asia and Europe in a Global Context: Shifting Asymmetries in Cultural Flows (Excellence-forskningsgruppen Asien och Europa i en global kontext: skiftande asymmetrier i kulturella strömningar) är ett gemensamt interdisciplinärt initiativ med cirka 200 forskare inom humaniora och samhällsvetenskap vid Heidelbergs universitet i Tyskland. 

## Översikt
Incitamentet till forskningsgruppen togs i oktober 2007 i samband med att delstaterna och den tyska förbundsregeringen lanserade det så kallade Excellenceinitiativet. Forskningsgruppens cirka 200 forskare undersöker de dynamiska förhållanden som uppstår i kulturutbyten mellan Asien och Europa såväl som inom Asien. I synnerhet analyseras föränderliga och skiftande asymmetrier i kulturella, sociala och politiska strömningar och de reaktioner som utlöses beroende på hur de uppfattas.            
Forskningsgruppen har som mål att utveckla en metod och institutionella ramar för kulturstudier som verkligen tar hänsyn till vikten av transkulturell interaktion. Genom Asien- och Europarelaterade fallstudier undersöker forskningsgruppen hur kulturströmningar i koncept, institutioner och sedvänjor överförs av media, objekt och människor.
Forskningsgruppen befinner sig i Karl Jaspers Centre for Advanced Transcultural Studies (Karl Jaspers center för avancerade transkulturella studier) vid Heidelbergs universitet (Tyskland) och har ett branschkontor i New Delhi (Indien). Forskningsgruppens direktoratet består av Madeleine Herren-Oesch (modern historia), Axel Michaels (klassisk indologi) och Rudolf G. Wagner (sinologi).

## Forskning
Excellence-forskningsgruppens drygt 70 forskningsprojekt är indelade i fyra forskningsområden: styrelse och administration, offentliga sfärer, hälsa och miljö samt historiciteter och kulturarv. Fem nya professorer i forskningsgruppen i buddhism, kulturekonomisk historia, global konsthistoria, intellektuell historia, och visuell antropologi och medieantropologi fördjupar expertisen med forskning inom transkulturella ämnen.
Heidelberg Research Architecture (Heidelbergs forskningsarkitektur) tillhandahåller metadatasystem för att underlätta forskningsarbetet och analysen av transkulturella förhållanden.
Forskningsresultaten publiceras i internationella tidskrifter och bokserier. I syfte att skapa en plattform för forskning med ett transkulturellt perspektiv har forskningsgruppen lanserat två bokserier – ”Transcultural Research - Heidelberg Studies on Asia and Europe in a Global Context” och “Heidelberg Transcultural Studies” (Heidelberg transkulturella studier) och e-tidskriften ”Transcultural Studies” (Transkulturella studier). Samtliga är peer-reviewed.

## Undervisning
För studenter har forskningsgruppen startat mastersutbildningen Transkulturella studier vid Heidelbergs universitet. Den kombinerar ett transkulturellt fokus och en interdisciplinär metod med språk- och kulturkunskap från etablerade discipliner inom humaniora och samhällsvetenskap. Undervisningsspråk är engelska.